# Gioacchino Altobelli
Gioacchino Altobelli (1814, Terni – asi 1878) byl italský malíř a fotograf.

## Životopis
Gioacchino Altobelli se ve 30. letech 19. století přestěhoval do Říma, aby dokončil své malířské vzdělání pod vedením malíře Tommase Minardiho .
V očekávání úpadku malby a vzestupu fotografie se Altobelli spojil s přítelem malířem Pompeem Molinsem a založili fotografické studio v Římě.

## Sbírky
- Muzeum Orsay

## Výstavy
- 2005, Sanfranciské muzeum moderního umění (kolektivní)
- 2005, Nová pinakotéka Mnichov (kolektivní)

## Galerie

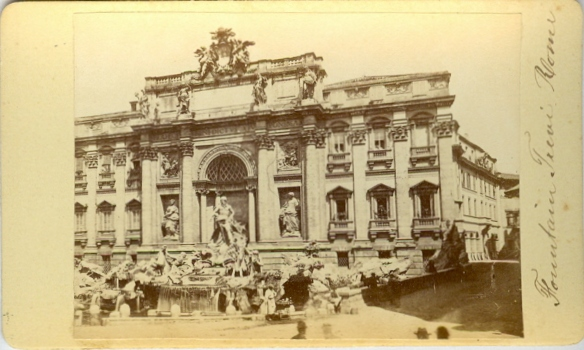
Řím, Fontana di Trevi, 1874
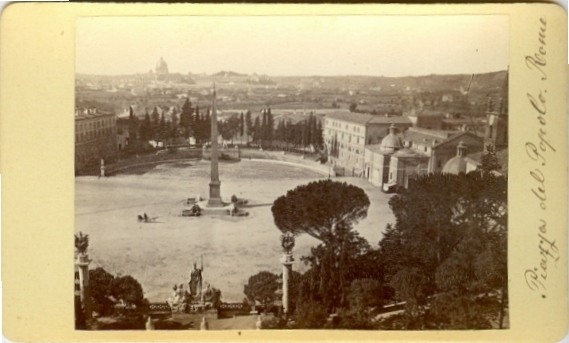
Řím, Piazza del Popolo, 1874
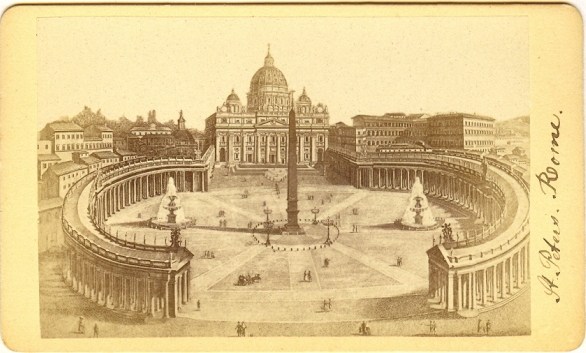
Řím, Sv. Petr, 1874
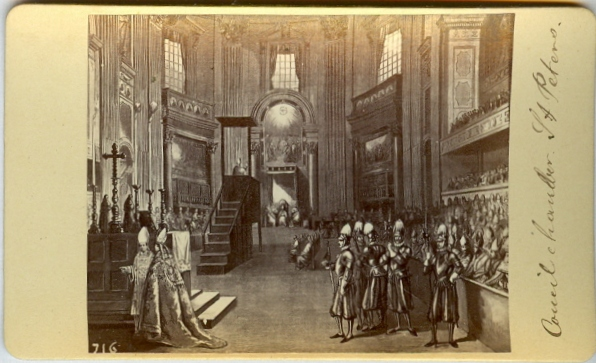
Řím, Council chamber, Sv. Petr, 1874
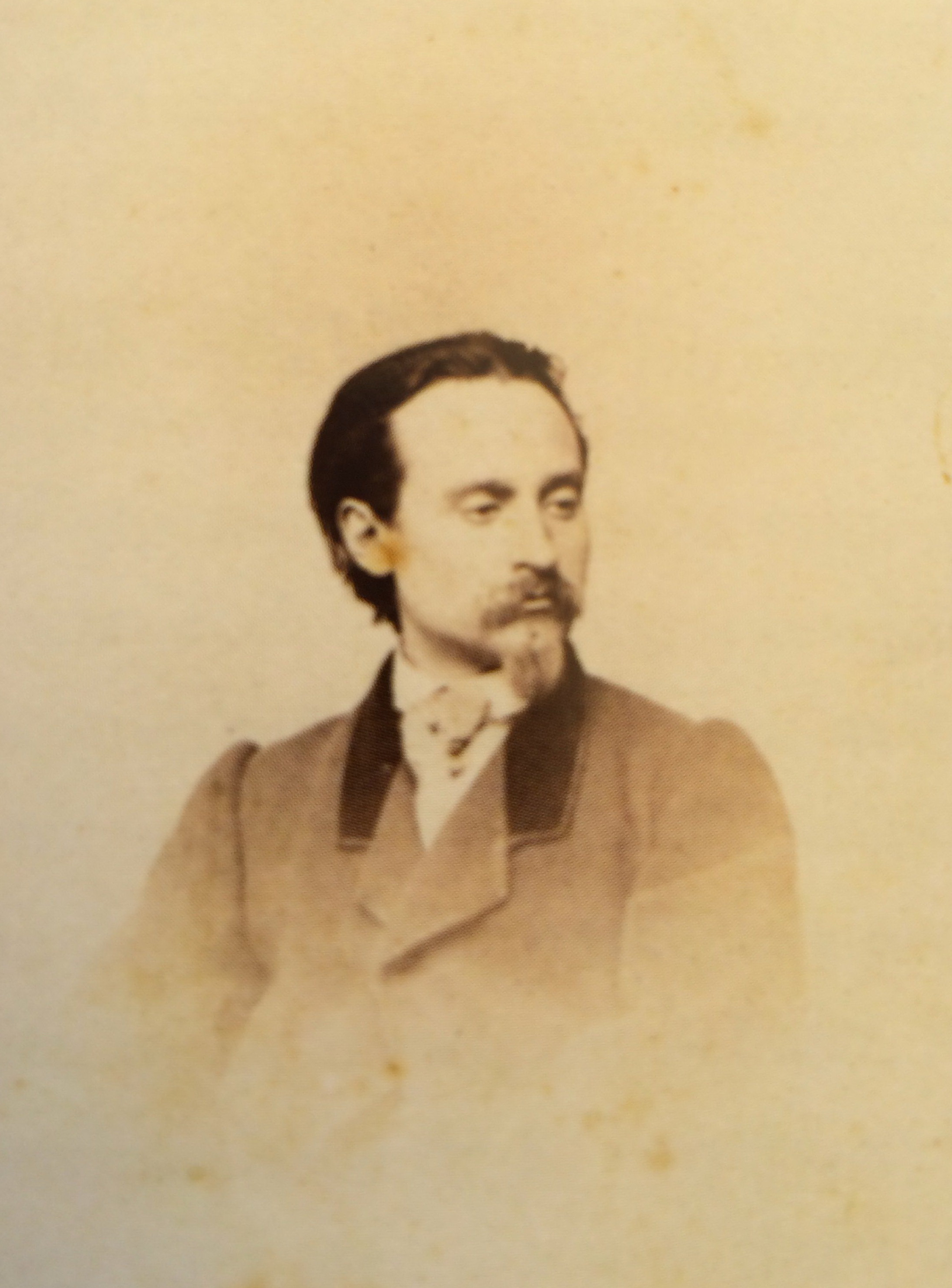
Josep Tapiró i Baró (1836–1913), 1864
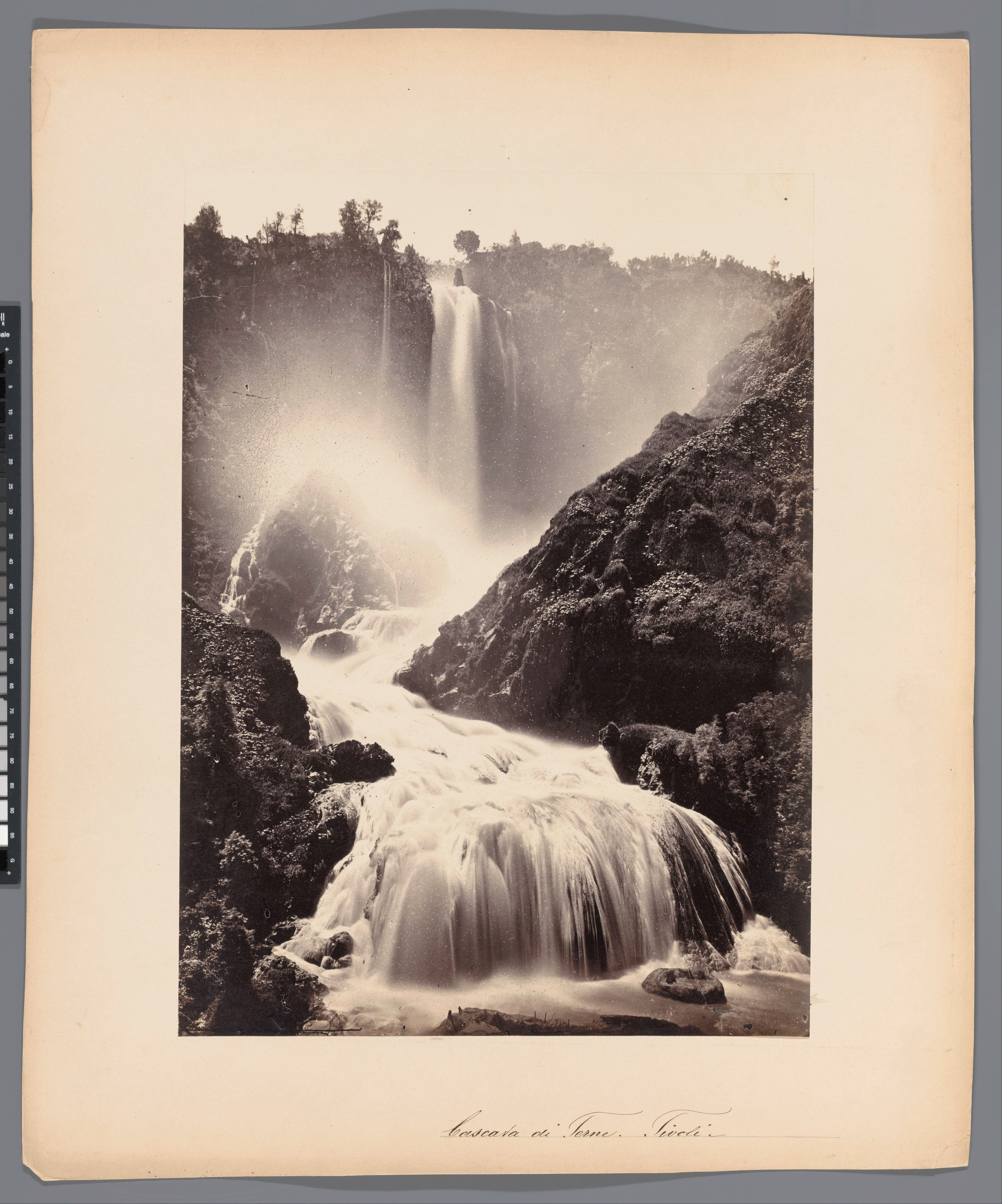
Waterval Cascata delle Marmore in Umbrië Cascara di Terme, Tivoli
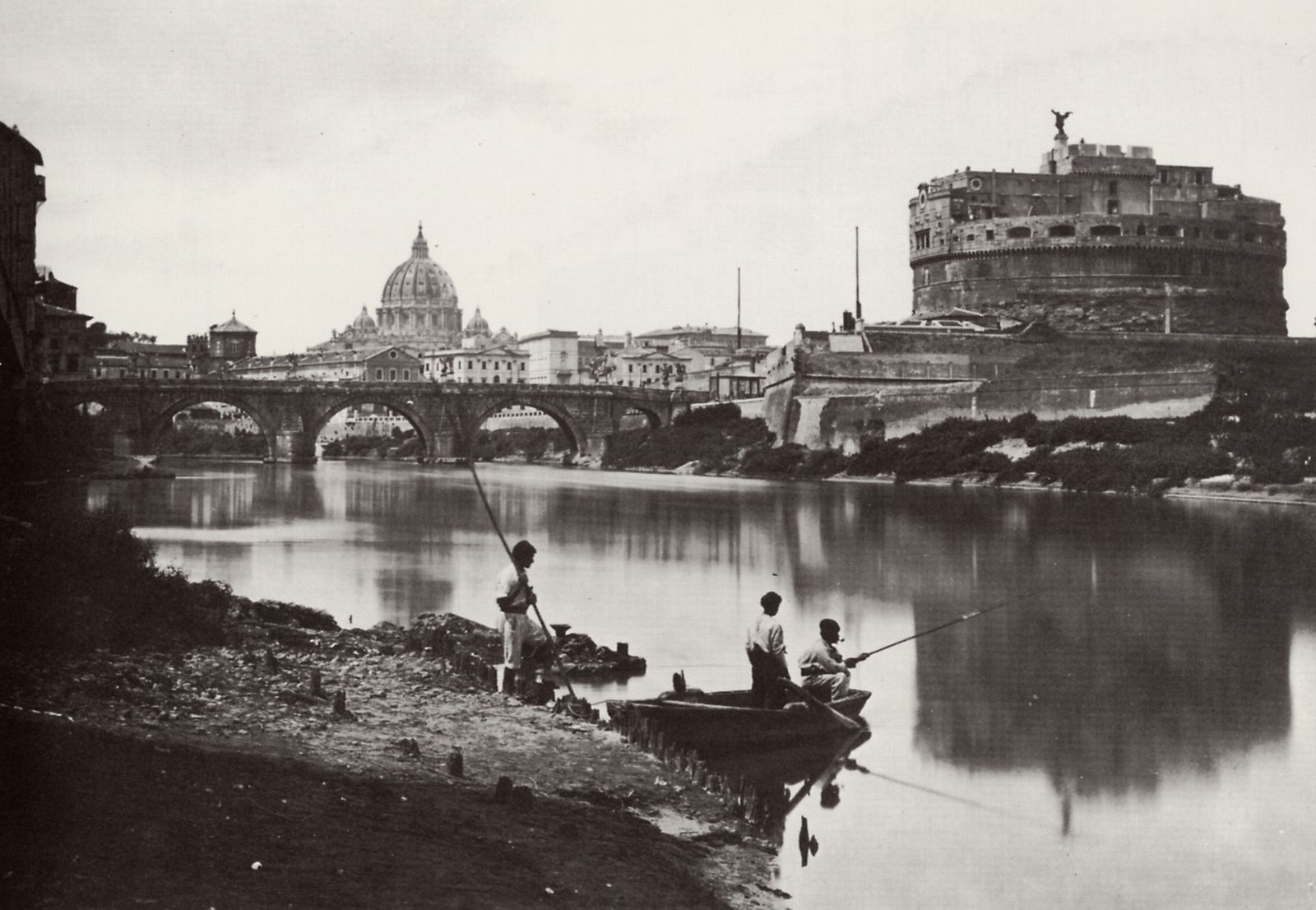
Der Tiber beim Castel S. Angelo
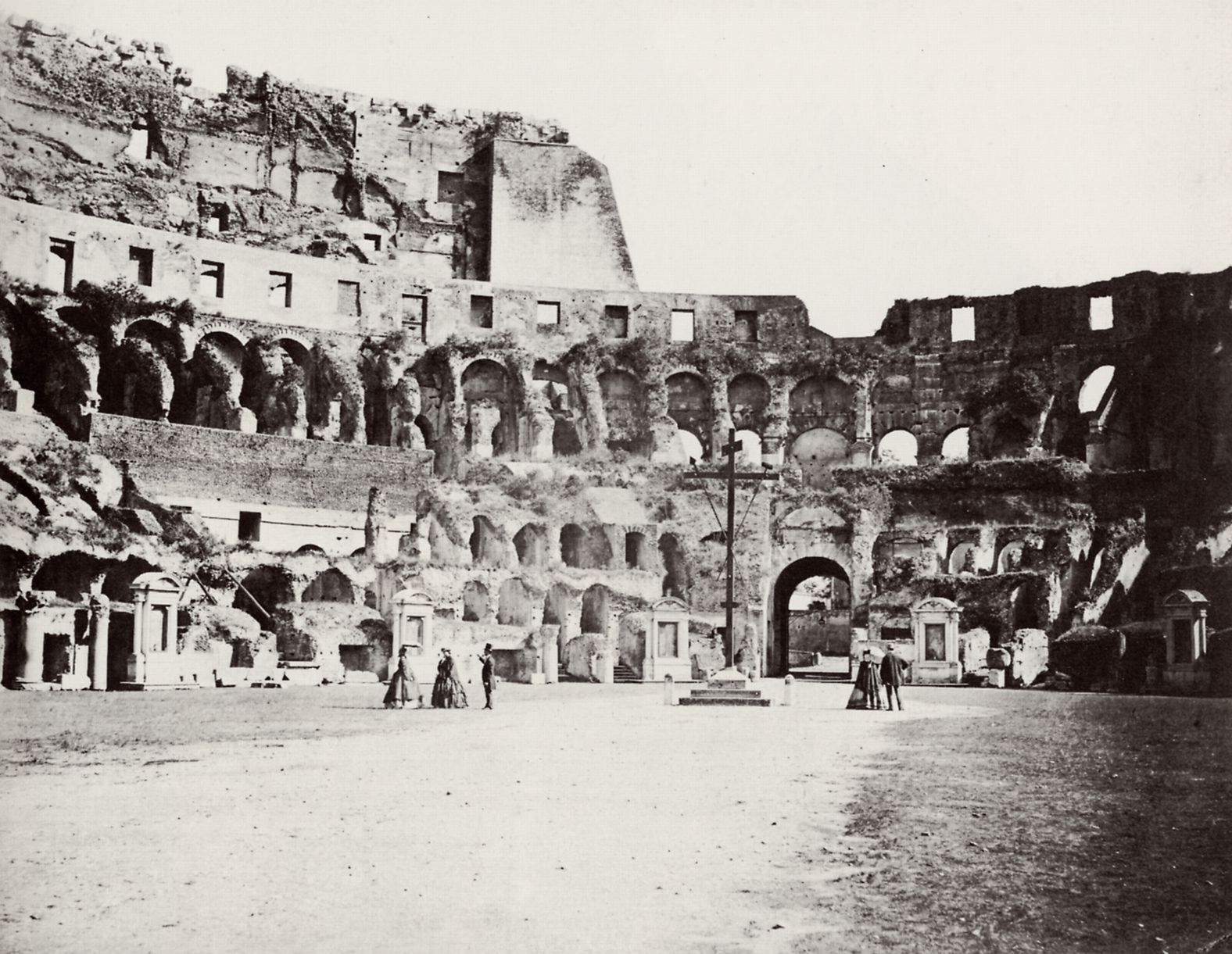
Colosseum, 1860